# علاج روحي
العلاج الروحي (بالإنجليزية: Pneumatherapy)‏ هو الإيمان بأن حالة روح الفرد تؤثر على حالته الصحية. هذا النوع من العلاج متأثر بعلم الكائنات الروحية.